# Лі Чжи (імператор Тан)
Лі Чжи (кит.: 李治); 628—683) — китайський імператор від 649 року з династії Тан. Правління Гао Цзуна ознаменувалось гострою боротьбою за владу двох феодальних угруповань — гуаньчжун-луньсіського і шаньдунського. Спираючись на останнє, дружина Гао-цзуна У Цзетянь здійснила палацовий переворот, захопила владу і одноосібно керувала країною в 684 —705 роках. При правлінні Гао-цзуна отримала подальший розвиток система заміщення державних посад в результаті іспитів, зберігалася система наділів у землекористуванні — так звана система «рівних полів». У 666 році за наполягання У Цзетянь були здійснені жертвоприношення фен й шань. У 674 році Гао-цзун оголосив себе Небесним імператором, а У Цзетянь — Небесною імператрицею. Після смерті разом з У Цзетянь похований у Мавзолеї Цяньлін. Храмове ім'я — Ґаоцзун (кит.: 高宗; піньїнь: Gāozōng).

## Культура та мистецтво
Ще на початку свого правління розпочав писати історію своєї династії. Також за підтримки імператора було видано низку збірок китайської літератури. Буддистські монахи, на прохання Гао-цзуна, переклали свої священні тексти з санскриту.